# Св. св. Константин и Елена (Аканджали)
„Св. св. Константин и Елена“ (на гръцки: Αγίους Κωνσταντίνο και Ελένη) е православна църква в кукушкото село Аканджали (Муриес), Гърция, част от Поленинската и Кукушка епархия.
В 1922 година в селото са заселени тракийски гърци бежанци от чорленското село Чингене Сарай. На 28 юни 1924 година пристигат бежански понтийски семейства. Тракийските жители на селото са имали църква, посветена на Успение Богородично. В 1930 година, след като става очевидно, че няма да има връщане по родните места, бежанците започват да строят в южния край на Аканджали храма „Св. св. Константин и Елена“. Автор на църквата е инженер Михаилидис. Църквата има открит трем на запад, а вътрешността е частично изписана.